# Greenidea mushana
Greenidea mushana är en insektsart som beskrevs av Takahashi, R. 1925. Greenidea mushana ingår i släktet Greenidea och familjen långrörsbladlöss. Inga underarter finns listade i Catalogue of Life.